# Laturo

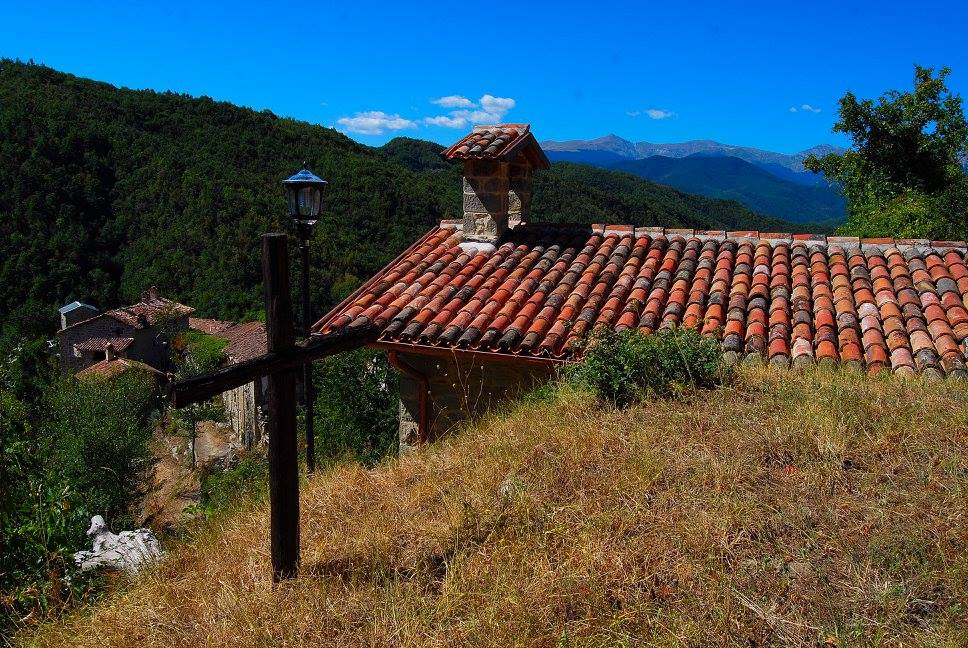

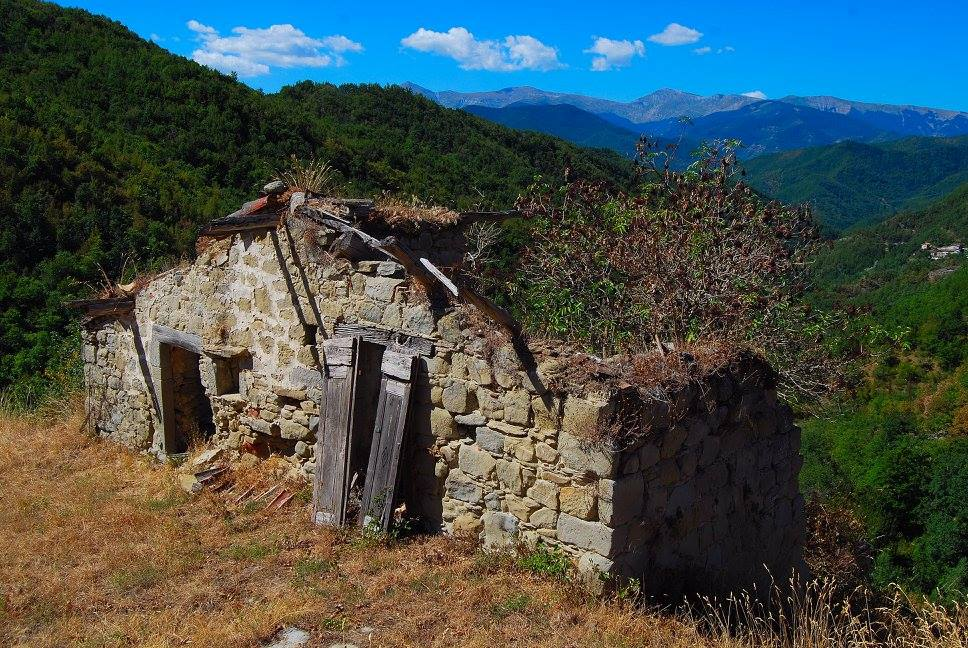

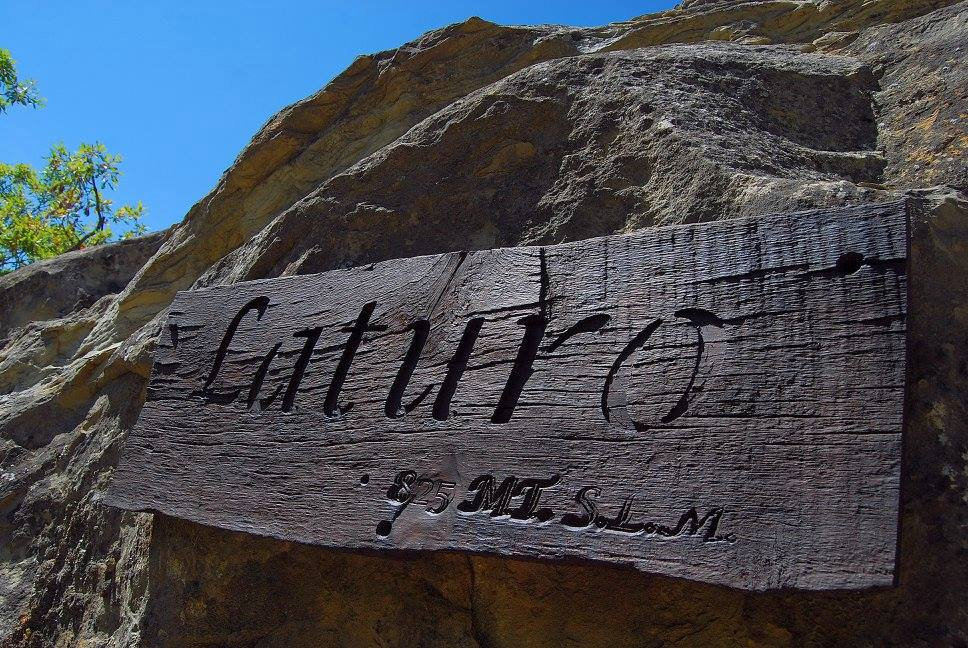

Laturo (Lu Lature in dialetto teramano - area ascolana) è una frazione del comune di Valle Castellana in Provincia di Teramo, compresa nel Parco Nazionale del Gran Sasso e Monti della Laga.
Laturo non ha strade di accesso carrabili ed è raggiungibile solo da sentieri.
L'accesso più agevole è quello dalla Frazione Olmeto, il sentiero parte dal piccolo nucleo abitato di Valzo.
Il Lattanzi  data la fondazione di Laturo tra il 1200 e il 1300 ma i resti di una muraglia in conci di grosse dimensioni a circa 150 metri dall'edificato suggeriscono una datazione anteriore al villaggio tardo medioevale.
L'origine del toponimo "Laturo" è ancora da approfondire. E. Giammarco  riporta che anticamente era noto come "Calaturo", toponimo attribuibile alla geomorfologia del borgo posto su un crinale che degrada da quota 893 a quota 800, circondato da alture maggiori. Nella cartografia storica tra fine 1500 e inizio 1600 è indicato come "Delataro".
Altre ipotesi fanno riferimento alla coltivazione della cicerchia (Lathyrus sativus) molto praticata in loco fino all'abbandono del borgo e dei terreni circostanti.

## Paese disabitato
Fino agli anni '50 del 1900 il paese era abitato da una cinquantina di famiglie per un totale di oltre duecento persone, che occupavano una trentina di case, oggi fatiscenti e cadenti, tra cui si evidenzia ancora qualche gafio, testimonianza di antiche tecniche edilizie longobarde. Si trattava di uno dei borghi più importanti della vasta area compresa tra i Monti Gemelli e i Monti della Laga, costituito prevalentemente da persone dedite alla pastorizia, coltivazioni montane (patate, castagne), produzione e commercio di legname e sua trasformazione in carbone vegetale utilizzando la tecnica della carbonaia.
L'emigrazione del secondo dopoguerra ha fatto gradatamente diminuire la popolazione; l'assenza di una strada carrabile che consentisse le comunicazioni essenziali del vivere civile ed il trasporto delle merci, i disagi insiti nel vivere isolati e la drastica diminuzione dell'attività pastorizia hanno fatto il resto. Alla fine degli anni settanta del 1900 l'ultima famiglia ha così abbandonato il centro abitato di Laturo al suo destino.
Il completo abbandono ne ha conservato l'integrità nelle sue componenti tipologiche e costruttive malgrado i crolli e l'avanzato stato di degrado.

## Le chiese
Fin dall'età medioevale Laturo, insieme ad altri borghi siti nell'alta valle del Castellano, dipende dalla Diocesi di Ascoli.
La sua chiesa più antica, collocata nella parte alta del borgo e di cui restano i ruderi, è dedicata al patrono Sant'Egidio.  Nei pochi resti si rileggono caratteri stilistici e costruttivi molto simili alla Chiesa di S. Rufina (XII sec.) e all'antichissima cripta della Chiesa dell'Annunziata (XI sec.) entrambe a Valle Castellana, lasciando aperta l'ipotesi di un abitato anteriore al XIII secolo. 
La chiesetta nuova, ubicata più in basso, inaugurata il 25 ottobre 1936 è dedicata alla Madonna di Loreto ed è stata restaurata nel 2015 dalla Curia Vescovile di Ascoli Piceno in collaborazione con l'Associazione Amici di Laturo.

## Usi e tradizioni
L'isolamento del borgo ha imposto la scelta di materiali da costruzione facilmente reperibili sul posto come la pietra arenaria, il tufo calcareo o "pietra spugna" e il legno di quercia o di castagno.
Ancora presenti, anche se in parte degradati, tipici muri a secco realizzati allo scopo di diminuire la pendenza dei terreni e renderli coltivabili.
Un elemento caratteristico dell'architettura locale è la pietra forata, sporgente dalla facciata degli edifici, che consentiva di legare gli animali da soma.

## Dintorni
La Grotta della Paura: situata tra Settecerri e Laturo. La leggenda narra che in prossimità di questa grotta siano morte diverse persone per aver preso grossi spaventi.
La Fonte del Cucù: sorgente di acqua potabile nei pressi delle case del borgo.
Le Vitelle: antico casale in stato di abbandono sulla mulattiera che collega Valzo a Laturo.
Fosso di Olmeto, fosso della Valle dell'Acero: corsi d'acqua affluenti del torrente Castellano.

## Escursionismo
oltre al principale sentiero di accesso da Valzo, Laturo e i suoi dintorni sono attraversati da diversi percorsi escursionistici:
- Il sentiero CAI 452 collega Settecerri a Laturo e arriva a Leofara risalendo il Fosso della Valle dell'Acero.
- Il sentiero CAI 451  collega il borgo di Collegrato alla località Cordella passando davanti all'imbocco della Grotta della Paura e arriva anch'esso a Leofara.
- un sentiero collega Laturo al borgo di Olmeto attraverso il fosso omonimo.
- un altro sentiero collega Laturo al nucleo abitato di Corvino passando per Case di Giosia.

## Rinascita di Laturo
Dal 2012 é operativa l'Associazione Amici di Laturo il cui scopo è salvare il borgo dallo stato di completo abbandono.
Il 9 giugno 2013 il Festival dell'Appennino ha fatto tappa a Laturo.
Il 12 settembre 2015, ultimati i lavori di restauro, è stata riaperta al culto la cappella dedicata alla Madonna di Loreto con una messa celebrata dal parroco di Valle Castellana.
La rinascita del borgo procede dal 2012 con i primi restauri conservativi di abitazioni private, la pulizia e riapertura dei sentieri di accesso, il recupero degli orti e l'organizzazione di eventi sportivi e culturali.

## Note

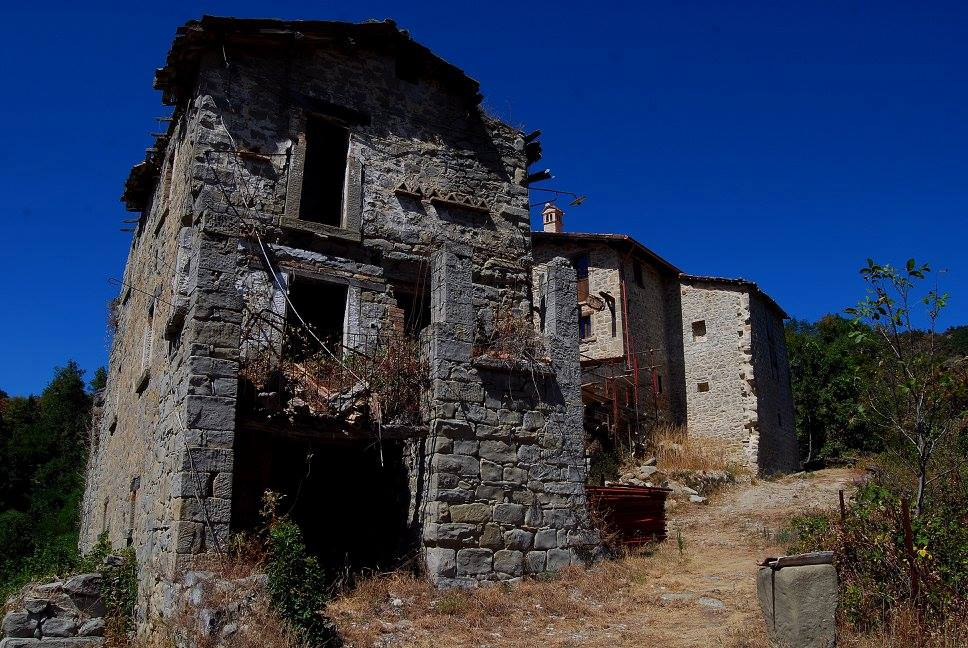